# Ivan Bošnjak
Ivan Bošnjak (Vinkovci, 6 februari 1979) is een Kroatische profvoetballer die momenteel speelt voor de Indonesische voetbalclub Persija Jakarta.

## Carrière

### 1996-2006: Kroatië
Bošnjak begon zijn voetbalcarrière als 10-jarige op het veld van de club van zijn geboortedorp, HNK Cibalia uit Vinkovci. In 1996, op zijn 17e, kreeg Bošnjak er een profcontract. Vier jaar later, na zijn nominatie voor verhuisde hij naar HNK Hajduk Split. Daar kende hij echter veel integratieproblemen en meningsverschillen met het bestuur. In 2002 werd hij getransferd naar Al-Ittihad Tripoli uit Libië. Maar ook daar liep het niet goed: Bošnjak voelde zich verlaten, kreeg last van heimwee. Na een korte passage bij Spartak Moskou, die ook al niet goed ging, keerde hij dan ook terug naar zijn vaderland. In 2004 tekende hij een contract bij Dinamo Zagreb, dat mag gezien worden als de grootste club van Kroatië. Daar kende Bošnjak veel succes. Met de titel van topschutter in de Prva HNL en 22 goals op zak versierde hij in juli 2006 een transfer naar Racing Genk.

### 2006-2009: Racing Genk
Naar verluidt betaalde Genk 1,7 miljoen euro voor de aanvaller. De Limburgers dachten met de Kroaat de ideale doelpuntenmachine gevonden te hebben. Bošnjak voldeed meer dan genoeg aan de Genkse verwachtingen; hij en Kevin Vandenbergh vormden dankzij hun complementariteit en vriendschap naast het veld een koningskoppel in de voorhoede, en deels daardoor beleefde Genk een wervelende competitiestart. Maar in de 14e competitiewedstrijd, tegen Excelsior Moeskroen, sloeg het noodlot toe voor Bošnjak. Al na 4 minuten verdraaide hij zijn knie en kon hij met twee gescheurde kruisbanden zijn seizoen wel vergeten. Uiteindelijk verliep de revalidatie beter dan verwacht en mocht Ivan in de laatste wedstrijd van het seizoen, tegen FC Brussels, op invalbasis nog 20 minuten spelen.
In het nieuwe seizoen van 2007-2008 leek Bošnjak herrezen. Al in de eerste wedstrijd, tegen Cercle Brugge, scoorde hij. Later kreeg hij echter opnieuw kleine blessures en kampte hij met een vertrouwenscrisis. Toen coach Hugo Broos hem een maand later, tegen KVC Westerlo, toch liet invallen, scoorde hij tien minuten later. Dat bewijst Ivans grootste troef: als breekijzer is hij onklopbaar. In de wedstrijd tegen ROC de Charleroi-Marchienne op 24 november 2007 voor de Belgische voetbalbeker won Racing Genk met 4-2, waarin Bošnjak de vierde goal maakte.

## Statistieken

### Clubstatistieken
| seizoen                        | club               | land        | competitie         | wed. | goals |
| ------------------------------ | ------------------ | ----------- | ------------------ | ---- | ----- |
| 1996/97                        | HNK Cibalia        | Kroatië     | Prva HNL           | 3    | 0     |
| 1997/98                        | HNK Cibalia        | Kroatië     | Prva HNL           | 0    | 0     |
| 1998/99                        | HNK Cibalia        | Kroatië     | Prva HNL           | 27   | 7     |
| 1999/00                        | HNK Cibalia        | Kroatië     | Prva HNL           | 32   | 14    |
| 2000/01                        | HNK Hajduk Split   | Kroatië     | Prva HNL           | 20   | 7     |
| 2001/02                        | HNK Hajduk Split   | Kroatië     | Prva HNL           | 23   | 2     |
| 2002/03                        | Al Ittihad Tripoli | Libië       | Premier League     | 0    | 0     |
| 2003                           | Spartak Moskou     | Rusland     | Premjer-Liga       | 0    | 0     |
| 2003/04                        | Dinamo Zagreb      | Kroatië     | Prva HNL           | 9    | 1     |
| 2004/05                        | Dinamo Zagreb      | Kroatië     | Prva HNL           | 25   | 10    |
| 2005/06                        | Dinamo Zagreb      | Kroatië     | Prva HNL           | 27   | 22    |
| 2006/07                        | KRC Genk           | België      | Jupiler Pro League | 14   | 6     |
| 2007/08                        | KRC Genk           | België      | Jupiler Pro League | 27   | 3     |
| 2008/09                        | KRC Genk           | België      | Jupiler Pro League | 18   | 0     |
| 2009/10                        | Iraklis            | Griekenland | Super League       | 9    | 0     |
| Totaal                         | Totaal             | Totaal      | Totaal             | 244  | 72    |
| Laatst bijgewerkt op 02-07-'11 |                    |             |                    |      |       |

## Statistieken

### Internationale wedstrijden
| №                                     | Datum                           | Locatie                         | Wedstrijd                       | Uitslag                         | Competitie                      | Goals                           |
| Als speler van HNK Hajduk Split       | Als speler van HNK Hajduk Split | Als speler van HNK Hajduk Split | Als speler van HNK Hajduk Split | Als speler van HNK Hajduk Split | Als speler van HNK Hajduk Split | Als speler van HNK Hajduk Split |
| ------------------------------------- | ------------------------------- | ------------------------------- | ------------------------------- | ------------------------------- | ------------------------------- | ------------------------------- |
| 1.                                    | 16 augustus 2000                | Tehelné pole, Bratislava        | Slowakije – Kroatië             | 1 – 1                           | Vriendschappelijk               | 0                               |
| 2.                                    | 17 april 2002                   | Maksimirstadion, Zagreb         | Kroatië – Bosnië en Herzegovina | 2 – 0                           | Vriendschappelijk               | 0                               |
| Als speler van GNK Dinamo Zagreb      |                                 |                                 |                                 |                                 |                                 |                                 |
| 3.                                    | 26 maart 2005                   | Maksimirstadion, Zagreb         | Kroatië – IJsland               | 4 – 0                           | WK-kwalificatie 2006            | 0                               |
| 4.                                    | 30 maart 2005                   | Maksimirstadion, Zagreb         | Kroatië – Malta                 | 3 – 0                           | WK-kwalificatie 2006            | 0                               |
| 5.                                    | 3 september 2005                | Laugardalsvöllur, Reykjavík     | IJsland – Kroatië               | 1 – 3                           | WK-kwalificatie 2006            | 0                               |
| 6.                                    | 7 september 2005                | Ta' Qalistadion, Ta' Qali       | Malta – Kroatië                 | 1 – 1                           | WK-kwalificatie 2006            | 0                               |
| 7.                                    | 8 oktober 2005                  | Maksimirstadion, Zagreb         | Kroatië – Zweden                | 1 – 0                           | WK-kwalificatie 2006            | 0                               |
| 8.                                    | 12 oktober 2005                 | Szusza Ferencstadion, Boedapest | Hongarije – Kroatië             | 0 – 0                           | WK-kwalificatie 2006            | 0                               |
| 9.                                    | 12 november 2005                | Estádio de Coimbra, Coimbra     | Portugal – Kroatië              | 2 – 0                           | Vriendschappelijk               | 0                               |
| 10.                                   | 29 januari 2006                 | Hong Kong Stadion, Hongkong     | Kroatië – Zuid-Korea            | 0 – 2                           | Vriendschappelijk               | 0                               |
| 11.                                   | 1 februari 2006                 | Hong Kong Stadion, Hongkong     | Hongkong – Kroatië              | 0 – 4                           | Vriendschappelijk               | 1                               |
| 12.                                   | 3 juni 2006                     | Volkswagen-Arena, Wolfsburg     | Kroatië – Polen                 | 0 – 1                           | Vriendschappelijk               | 0                               |
| 13.                                   | 7 juni 2006                     | Stade de Genève, Lancy          | Kroatië – Spanje                | 1 – 2                           | Vriendschappelijk               | 0                               |
| 14.                                   | 18 juni 2006                    | Grundig Stadion, Neurenberg     | Japan – Kroatië                 | 0 – 0                           | WK 2006                         | 0                               |
| Totaal                                | Totaal                          | Totaal                          | Totaal                          | Totaal                          | Totaal                          | 1                               |
| Laatst bijgewerkt op 26 januari 2015. |                                 |                                 |                                 |                                 |                                 |                                 |